# Diad´kowskaja
Diad´kowskaja (ros. Дядьковская) – stanica w Rosji, w Kraju Krasnodarskim, w rejonie korienowskim. W 2021 liczyła 4179 mieszkańców.